# 烏特迦·洛奇
烏特迦·洛奇。又名斯克里米爾（Skrymir）及法亞拉（Fjalar）。他是北歐神話中的一名霜巨人，是約頓海姆（Jothuheim）中外域厄特加爾的統治者。厄特加爾有時候也等於整個約頓海姆，其意為「外域」（Outyards）。而烏特迦·洛奇這個名字就是「外域的洛基」（Loki of the Outyards）之意，以和阿薩神族（Aesir）中的洛基（Loki）做區別。

## 《欺騙古魯菲》
故事被記載於《散文埃達》的〈欺騙古魯菲〉（Gylfaginning）篇中，索爾和洛基（Loki）及侍從希亞費（Thialfi）到厄特加爾處冒險。

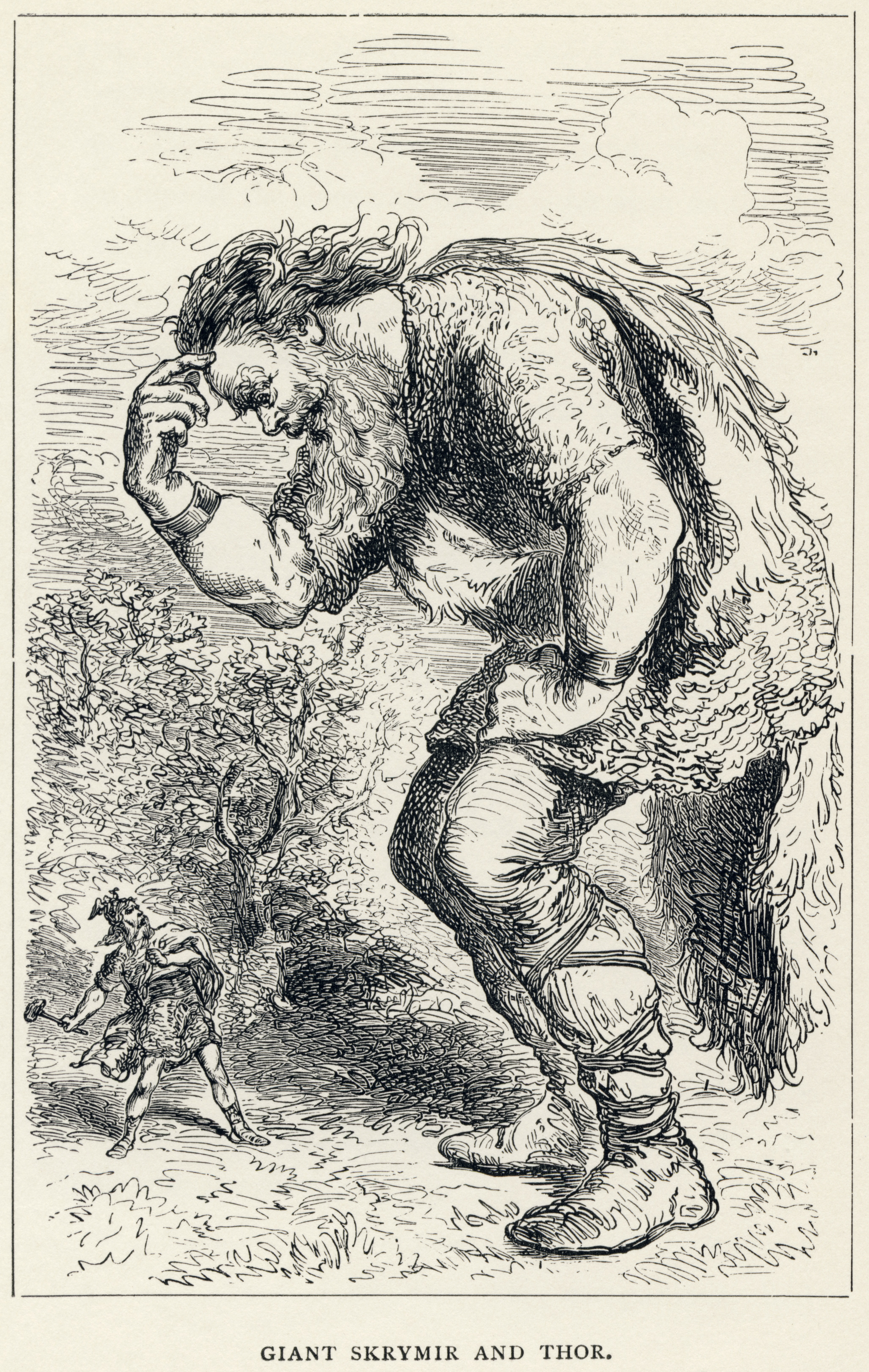
巨人斯克里米爾與 索爾 ，作者Louis Huard(1891)

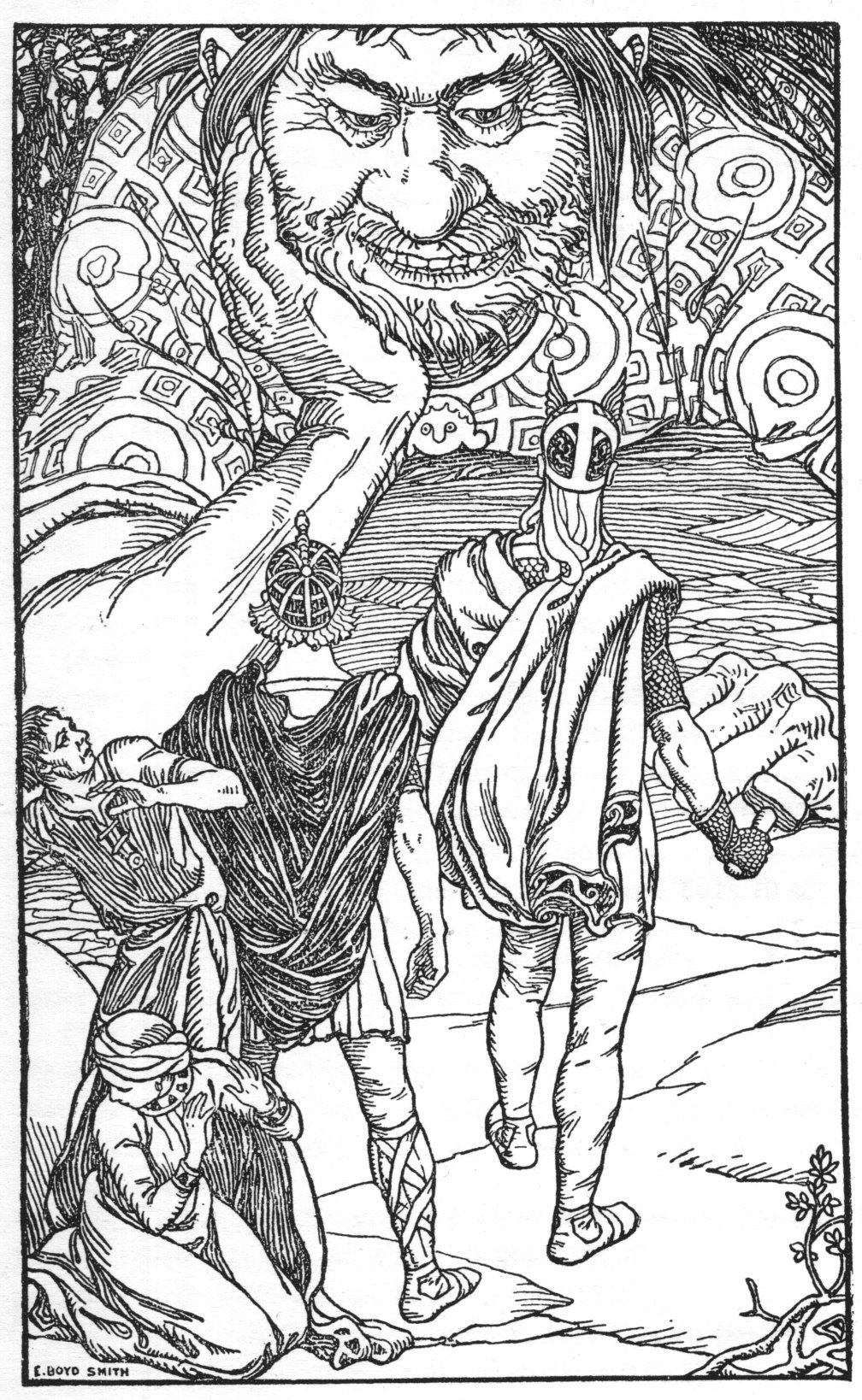
"我是巨人斯克里米爾" 作者 Elmer Boyd Smith(1902)

夜間，他們在一座「洞穴」裡面休息，不料後來卻發現那根本不是洞穴，而是一個自稱斯克里米爾（「看似巨大者」之義）的巨人脫下的手套。斯克里米爾其後跟著他們一行人，在途中偷走他們的食物，讓索爾一行人飢餓極了。在飢餓之下，索爾嘗試趁著斯克里米爾睡覺的時候將他殺死，卻未能攻破他的魔法護盾。他們後來才知道，斯克里米爾原來是烏特迦·洛奇變化而成的。

不久後，一行人闖入了霜巨人烏特迦·洛奇的城堡向他挑戰。烏特迦·洛奇讓羅吉和洛基比試食量，修基與希亞費比試賽跑，洛基和希亞費都慘敗而回。對於索爾的挑戰，烏特迦·洛奇則要求他以大口喝酒、舉起一隻貓、及和老婦人伊里（Elli）比賽角力來證明自己的力量，索爾在三場比賽中都沒有獲勝，諷刺地，以勇武自負的他唯一值得一提的行為，也就是成功舉起貓的一隻腳而已。

然而，所有的比賽其實都是不公平的，只是烏特迦·洛奇用幻術讓他們與不可能獲勝的對象比賽。如洛基和野火化身的羅吉（Logi）比賽吃東西，而火焰能以極快的速度吞滅一切；希亞費和思想化身的修基（Hugi）比賽賽跑，而人的思考速度是極快的，根本難以用腳追上。

索爾用來喝酒的角杯連結著大海，根本難以喝乾；被要求舉起的貓是「世界巨蛇」耶夢加得（Jormungandr）變化的，耶夢加得的巨大足以環繞人間世界，重量也是驚人；伊里則是老年的化身，而即使是神明，也難逃老去，因此老年是不能撼動的。

雖然索爾一行人在比賽中都沒有獲勝，但展現的力量已經讓烏特迦·洛奇大為吃驚，懷著對索爾力量的尊重說出了真相以後，便連著城堡化為幻影遁去。

## 《丹麥人的事跡》
在丹麥人的事跡中，一艘大船為了平息風暴而向諸神獻祭，其中包括烏特迦·洛奇（在文中寫作烏特迦提洛克斯（Utgarthilocus）），他在文中被描繪成一個腳戴腳鐐，毛髮堅硬而散發惡臭的巨人。船上的人得以安全回來，並帶回烏特迦·洛奇的一根鬍子作為證據。

除了名字之外，這位巨人與《欺騙古魯菲》中那狡詐的烏特迦·洛奇沒有太多任何相似之處。
1. ↑  Lindow (2001:273).
2. ↑  Davidson & Fisher (1980:269).